# Zoológico de Zittau
O Zoológico de Zittau é um jardim zoológico localizado na cidade alemã de Zittau, no triângulo fronteiriço com a Polônia e a República Tcheca.